# Saint-Michel-sur-Orge
Pour les articles homonymes, voir Saint-Michel.
Saint-Michel-sur-Orge (prononcé [sɛ̃ miʃɛl syʁ ɔʁʒ] ) est une commune française située à vingt-quatre kilomètres au sud de Paris dans le département de l'Essonne en région Île-de-France.
Ses habitants sont appelés les Saint-Michellois.

## Géographie

### Situation
| Type d’occupation           | Pourcentage | Superficie (en hectares) |
| --------------------------- | ----------- | ------------------------ |
| Espace urbain construit     | 66,4 %      | 354,37                   |
| Espace urbain non construit | 17,0 %      | 90,79                    |
| Espace rural                | 16,6 %      | 88,66                    |
| Source : Iaurif MOS 2008    |             |                          |

Saint-Michel-sur-Orge est située à vingt-quatre kilomètres au sud-ouest de Paris-Notre-Dame, point zéro des routes de France, dix kilomètres à l'ouest d'Évry, dix kilomètres au sud-est de Palaiseau, trois kilomètres à l'est de Montlhéry, sept kilomètres au nord-est d'Arpajon, treize kilomètres au nord-ouest de Corbeil-Essonnes, dix-huit kilomètres au nord-ouest de La Ferté-Alais, vingt-cinq kilomètres au nord-est de Dourdan, vingt-six kilomètres au nord-est d'Étampes, vingt-neuf kilomètres au nord-ouest de Milly-la-Forêt.

### Hydrographie
Saint-Michel-sur-Orge est bordé sur plus de deux kilomètres par l'Orge. Comme pour toutes les villes de la région, l'urbanisation a entraîné une imperméabilisation des sols. Pour prévenir les inondations plusieurs dispositifs ont été mis en place : dans la vallée, les bassins « en eau » de Saint-Michel-sur-Orge et Longpont-sur-Orge ainsi qu'une prairie servant à l'expansion de la rivière et, en ville, les bassins « secs » du bois des Roches, de la gendarmerie, des glaises.

### Climat
Pour des articles plus généraux, voir Climat de l'Île-de-France et Climat de l'Essonne.
En 2010, le climat de la commune est de type climat océanique dégradé des plaines du Centre et du Nord, selon une étude du CNRS s'appuyant sur une série de données couvrant la période 1971-2000. En 2020, Météo-France publie une typologie des climats de la France métropolitaine dans laquelle la commune est exposée à un climat océanique altéré et est dans la région climatique  Sud-ouest du bassin Parisien, caractérisée par une faible pluviométrie, notamment au printemps (120 à 150 mm) et un hiver froid (3,5 °C). 
Pour la période 1971-2000, la température annuelle moyenne est de 11,6 °C, avec une amplitude thermique annuelle de 15,4 °C. Le cumul annuel moyen de précipitations est de 652 mm, avec 11 jours de précipitations en janvier et 7,7 jours en juillet. Pour la période 1991-2020, la température moyenne annuelle observée sur la station météorologique la plus proche, située sur la commune de Brétigny-sur-Orge à 2 km à vol d'oiseau, est de 11,9 °C et le cumul annuel moyen de précipitations est de 628,9 mm,. Pour l'avenir, les paramètres climatiques de la commune estimés pour 2050 selon différents scénarios d'émission de gaz à effet de serre sont consultables sur un site dédié publié par Météo-France en novembre 2022.
| Mois                                  | jan.           | fév.           | mars            | avril         | mai             | juin           | jui.           | août           | sep.           | oct.            | nov.            | déc.             | année      |
| ------------------------------------- | -------------- | -------------- | --------------- | ------------- | --------------- | -------------- | -------------- | -------------- | -------------- | --------------- | --------------- | ---------------- | ---------- |
| Température minimale moyenne (°C)     | 1,7            | 1,5            | 3,6             | 5,7           | 9,2             | 12,5           | 14,4           | 14,1           | 11             | 8,2             | 4,5             | 2,2              | 7,4        |
| Température moyenne (°C)              | 4,5            | 5              | 8,1             | 10,9          | 14,5            | 17,9           | 20,2           | 20             | 16,4           | 12,4            | 7,7             | 4,9              | 11,9       |
| Température maximale moyenne (°C)     | 7,2            | 8,5            | 12,6            | 16,2          | 19,8            | 23,4           | 26             | 25,9           | 21,8           | 16,6            | 10,9            | 7,6              | 16,4       |
| Record de froid (°C) date du record   | −20,6 08.01.10 | −17 23.02.1963 | −10,7 13.03.13  | −4,7 11.04.03 | −1,9 07.05.1957 | 1,4 05.06.1991 | 3,8 01.07.1960 | 3,7 28.08.1974 | 0,2 17.09.1971 | −4,5 29.10.1985 | −9,6 24.11.1998 | −16,4 29.12.1964 | −20,6 2010 |
| Record de chaleur (°C) date du record | 15,8 27.01.03  | 20,2 27.02.19  | 25,3 25.03.1955 | 29,4 20.04.18 | 32 28.05.17     | 37,3 18.06.22  | 42 25.07.19    | 39,7 06.08.03  | 35,4 08.09.23  | 30,3 01.10.1985 | 22,1 07.11.15   | 16,8 17.12.15    | 42 2019    |
| Précipitations (mm)                   | 48,2           | 44,9           | 45              | 44,6          | 61,4            | 55,6           | 53,1           | 57,7           | 48,6           | 52,6            | 54,5            | 62,7             | 628,9      |

### Voies de communication et transports

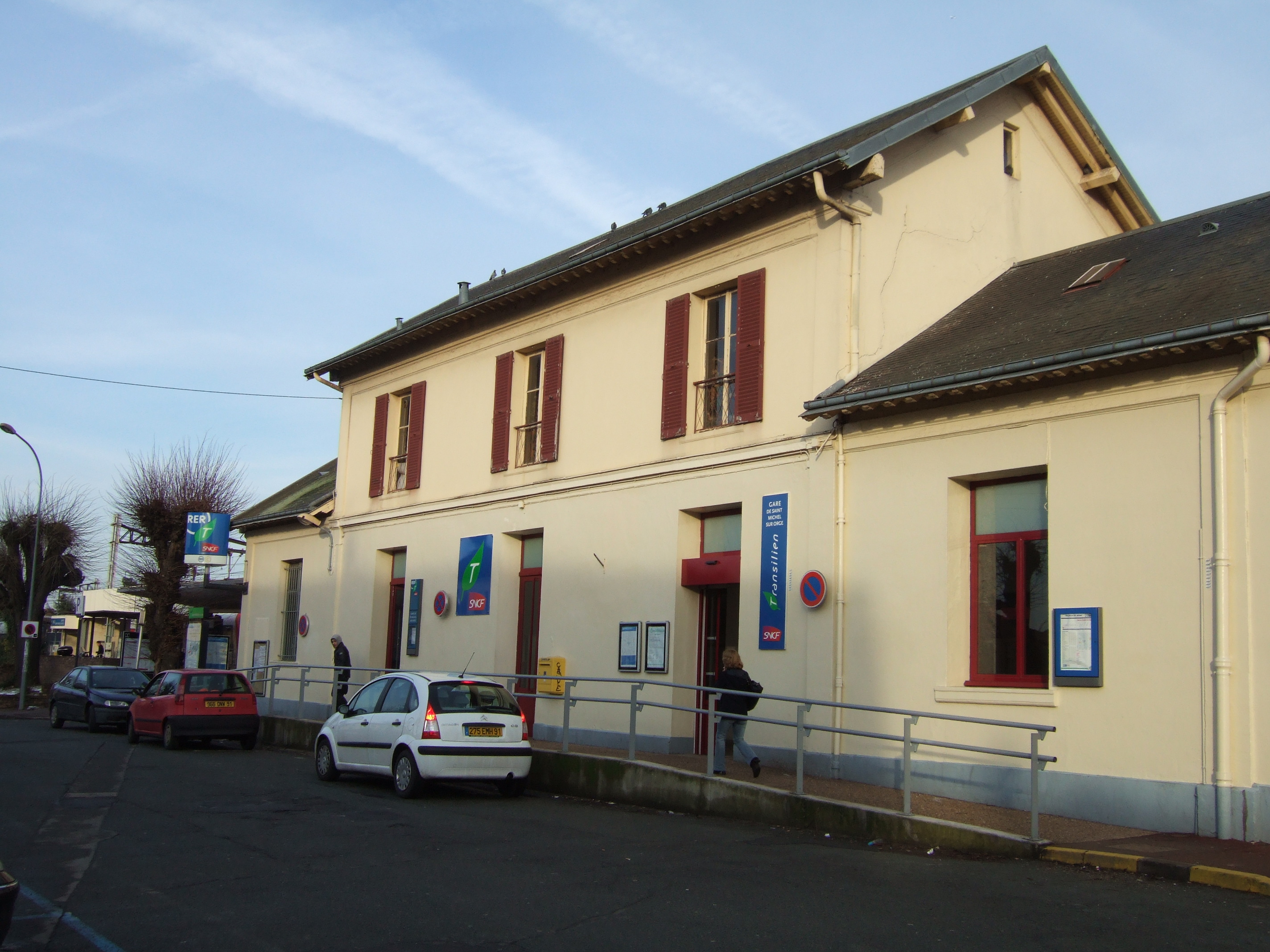
La gare de Saint-Michel-sur-Orge.

La commune dispose sur son territoire de la gare de Saint-Michel-sur-Orge desservie par la ligne C du RER d'Île-de-France.
La ville de Saint-Michel-sur-Orge compte une importante ligne de transport routier. Exemples: les lignes de bus 401- DM02A-DM02B-DM11A-DM11E-DM16. Tous ces bus sont accessibles à partir de la gare de Saint-Michel-Sur-Orge, mis à part la ligne 401 qui, elle, a son terminus à l'arrêt, rue Berlioz, située à l'avenue Saint-Saëns.

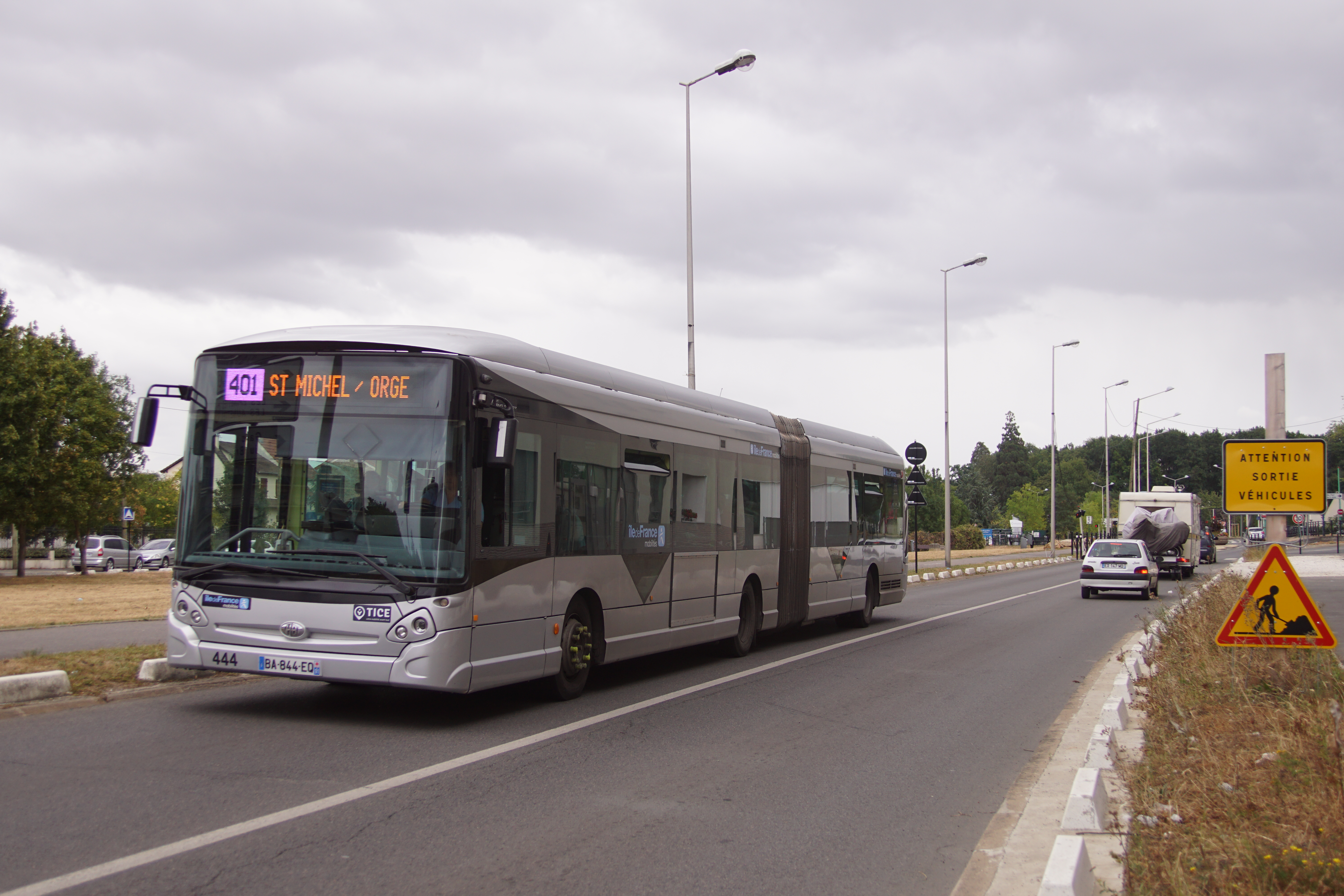
Bus 401 qui se rend à Saint-Michel-sur Orge.

### Lieux-dits, écarts et quartiers
L'Insee découpe la commune en huit îlots regroupés pour l'information statistique soit Quartier ancien-Glaises, Lormoy, Sablons-Picasso, Gambetta-Boileau, Debussy-Bellevue, Lamartine, Village expo-Fontaine de l'Orme et Montatons.
La ville compte un quartier prioritaire de la politique de la ville : Le Bois des Roches, avec 1 112 habitants en 2018, dont un tiers vivent sous le seuil de pauvreté, soit deux fois plus que pour l'ensemble de la commune. Il s'agit également d'un espace naturel sensible, avec une forêt bénéficiant de projets de protection.

## Urbanisme

### Typologie
Au 1er janvier 2024, Saint-Michel-sur-Orge est catégorisée grand centre urbain, selon la nouvelle grille communale de densité à sept niveaux définie par l'Insee en 2022.
Elle appartient à l'unité urbaine de Paris, une agglomération inter-départementale regroupant 407  communes, dont elle est une commune de la banlieue,,. Par ailleurs la commune fait partie de l'aire d'attraction de Paris, dont elle est une commune du pôle principal,. Cette aire regroupe 1 929 communes,.

## Toponymie
L'origine du nom serait Sanctus Michael  vers 1090 : Sanctus Michael super Orgeam, Sanctus Michael ad Urbiam.
La commune fut créée en 1793 sous le nom de Saint-Michel, la mention de la rivière l'Orge fut ajoutée dans le bulletin des lois de 1801.

## Politique et administration

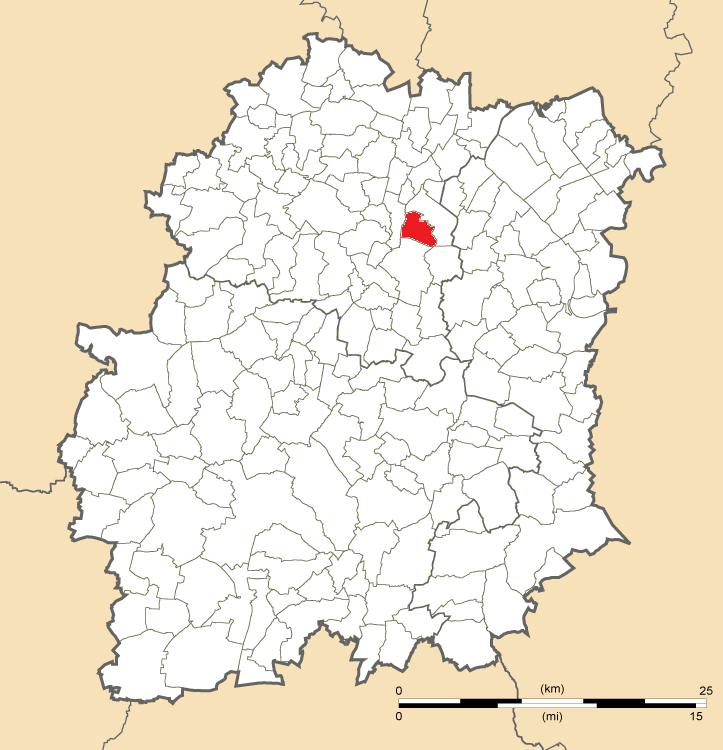
Position de Saint-Michel-sur-Orge en Essonne.

### Rattachements administratifs et électoraux
Jusqu’à la loi du 10 juillet 1964, la commune faisait partie du département de Seine-et-Oise. Le redécoupage des anciens départements de la Seine et de Seine-et-Oise fait que la commune appartient désormais à l'Essonne après un transfert administratif effectif le 1er janvier 1968. Elle fait partie depuis 1962 de l'arrondissement de Palaiseau.
La commune faisait partie depuis 1801 du canton d'Arpajon. Lors de la création du département de l'Essonne, la commune est rattachée en 1967 au canton de Brétigny-sur-Orge. Celui-ci est scindé en 1975 et la commune constitue le canton de Saint-Michel-sur-Orge. Dans le cadre du redécoupage cantonal de 2014 en France, la commune fait à nouveau partie du canton de Brétigny-sur-Orge.

### Intercommunalité
La commune était membre fondateur de la Communauté d'agglomération du Val d'Orge, créée au 1er janvier 2001
Dans le cadre des réflexions de mise en place de la Métropole du Grand Paris, le projet de  schéma régional de coopération intercommunale de février 2015 prévoyait la création, en Essonne, d’une agglomération de plus de 500 000 habitants regroupant 48 communes, allant de l’Arpajonnais au SAN de Sénart Ville Nouvelle en Seine-et-Marne. Après concertation, ce projet a été amendé au profit de la création d'une intercommunalité regroupant Val-d'Orge et Arpajonnais.
Dans ce cadre est créée au 1er janvier 2016 la communauté d'agglomération Cœur d'Essonne Agglomération, dont la commune est désormais membre.

### Tendances et résultats politiques
Élections présidentielles, résultats des deuxièmes tours :
- Élection présidentielle de 2002 : 85,29 % pour Jacques Chirac (RPR), 14,71 % pour Jean-Marie Le Pen (FN), 81,30 % de participation[34].
- Élection présidentielle de 2007 : 50,55 % pour Ségolène Royal (PS), 49,45 % pour Nicolas Sarkozy (UMP), 87,05 % de participation[35].
- Élection présidentielle de 2012 : 56,40 % pour François Hollande (PS), 43,60 % pour Nicolas Sarkozy (UMP), 81,27 % de participation[36].

Élections législatives, résultats des deuxièmes tours :
- Élections législatives de 2002 : 51,27 % pour Julien Dray (PS), 48,73 % pour Francis Decoux (UMP), 63,07 % de participation[37].
- Élections législatives de 2007 : 51,81 % pour Julien Dray (PS), 48,19 % pour Laurence Gaudin (UMP), 60,78 % de participation[38].
- Élections législatives de 2012 : 56,32 % pour Malek Boutih (PS), 43,68 % pour Marianne Duranton (PR), 54,62 % de participation[39].

Élections européennes, résultats des deux meilleurs scores :
- Élections européennes de 2004 : 28,87 % pour Harlem Désir (PS), 13,20 % pour Patrick Gaubert (UMP), 46,14 % de participation[40].
- Élections européennes de 2009 : 24,92 % pour Michel Barnier (UMP), 21,42 % pour Daniel Cohn-Bendit (Europe Écologie), 42,48 % de participation[41].
- Élections européennes de 2014 : 20,50 % pour Aymeric Chauprade (FN), 18,10 % pour Alain Lamassoure (UMP), 42,07 % de participation[42].

Élections régionales, résultats des deux meilleurs scores :
- Élections régionales de 2004 : 54,57 % pour Jean-Paul Huchon (PS), 34,00 % pour Jean-François Copé (UMP), 68,83 % de participation[43].
- Élections régionales de 2010 : 62,58 % pour Jean-Paul Huchon (PS), 37,42 % pour Valérie Pécresse (UMP), 47,63 % de participation[44].
- Élections régionales de 2015 : 45,33 % pour Claude Bartolone (PS), 36,88 % pour Valérie Pécresse (LR), 54,67 % de participation[45].

Élections cantonales, résultats des deuxièmes tours :
- Élections cantonales de 2001 : 61,71 % pour Jean-Loup Englander (DVG), 38,29 % pour Francis Decoux (DL), 54,40 % de participation[46].
- Élections cantonales de 2008 : 58,15 % pour Jean-Loup Englander (DVG), 41,85 % pour Sophie Rigault (UMP), 60,78 % de participation[47].
- Élections départementales de 2015 : 51,53 % pour Nicolas Méary (UDI) et Sophie Rigault (UMP), 48,47 % pour Isabelle Catrain (EELV) et Michel Pouzol (PS), 44,95 % de participation[48].

Élections municipales, résultats des deuxièmes tours :
- Élections municipales de 2001 : 59,45 % pour Georges Fournier (DVG), 40,55 % pour Anne-Marie Jouvelot (RPR), 54,94 % de participation[49].
- Élections municipales de 2008 : 35,01 % pour Bernard Zunino (UMP), 33,88 % pour Georges Fournier (DVG), 61,65 % de participation[50].
- Élections municipales de 2014 : 51,80 % pour Bernard Zunino (UMP), 30,52 % pour Christian Soubra (DVG), 53,27 % de participation[51].

Référendums :
- Référendum de 2000 relatif au quinquennat présidentiel : 75,33 % pour le Oui, 24,67 % pour le Non, 29,72 % de participation[52].
- Référendum de 2005 relatif au traité établissant une Constitution pour l'Europe : 52,02 % pour le Non, 47,98 % pour le Oui, 73,09 % de participation[53].

### Jumelages
| Saint-Michel-sur-Orge Ber Veszprém Žamberk |

Saint-Michel-sur-Orge a développé des associations de jumelage avec :
- Püttlingen (Allemagne) depuis 1978. Püttlingen est située en Sarre en Allemagne.
- Ber (Mali) depuis 1988 située à 3 675 kilomètres[59].
- Veszprém (Hongrie) depuis 1996, en hongrois Veszprém, située à 1 177 kilomètres[60].
- Žamberk (Tchéquie) depuis mai 1996, en tchèque Žamberk, située à 1 039 kilomètres[61].

Sur son site officiel, la commune prétend être liée avec les communes de Püttlingen et Senftenberg en Allemagne, Nowa Sól en Pologne et Fresagrandinaria en Italie, ces informations étant infirmées par les services du ministère français des Affaires étrangères qui indiquent que ces accords sont terminés,,.

## Population et société

### Démographie

#### Évolution démographique
L'évolution du nombre d'habitants est connue à travers les recensements de la population effectués dans la commune depuis 1793. Pour les communes de plus de 10 000 habitants les recensements ont lieu chaque année à la suite d'une enquête par sondage auprès d'un échantillon d'adresses représentant 8 % de leurs logements, contrairement aux autres communes qui ont un recensement réel tous les cinq ans,.

En 2022, la commune comptait 21 536 habitants, en évolution de +8,41 % par rapport à 2016 (Essonne : +2,89 %, France hors Mayotte : +2,11 %).
| 1793 | 1800 | 1806 | 1821 | 1831 | 1836 | 1841 | 1846 | 1851 |
| ---- | ---- | ---- | ---- | ---- | ---- | ---- | ---- | ---- |
| 461  | 560  | 551  | 573  | 576  | 589  | 575  | 559  | 615  |

| 1856 | 1861 | 1866 | 1872 | 1876 | 1881 | 1886 | 1891 | 1896 |
| ---- | ---- | ---- | ---- | ---- | ---- | ---- | ---- | ---- |
| 641  | 611  | 670  | 724  | 690  | 745  | 840  | 894  | 953  |

| 1901  | 1906  | 1911  | 1921  | 1926  | 1931  | 1936  | 1946  | 1954  |
| ----- | ----- | ----- | ----- | ----- | ----- | ----- | ----- | ----- |
| 1 020 | 1 111 | 1 143 | 1 319 | 1 612 | 1 991 | 2 135 | 2 554 | 2 965 |

| 1962  | 1968   | 1975   | 1982   | 1990   | 1999   | 2006   | 2011   | 2016   |
| ----- | ------ | ------ | ------ | ------ | ------ | ------ | ------ | ------ |
| 3 725 | 15 268 | 20 727 | 20 044 | 20 771 | 20 375 | 20 041 | 20 224 | 19 866 |

| 2021   | 2022   | - | - | - | - | - | - | - |
| ------ | ------ | - | - | - | - | - | - | - |
| 21 437 | 21 536 | - | - | - | - | - | - | - |

#### Pyramide des âges
La population de la commune est relativement jeune.
En 2018, le taux de personnes d'un âge inférieur à 30 ans s'élève à 39,7 %, soit en dessous de la moyenne départementale (39,9 %). À l'inverse, le taux de personnes d'âge supérieur à 60 ans est de 21,4 % la même année, alors qu'il est de 20,1 % au niveau départemental.
En 2018, la commune comptait 9 621 hommes pour 10 344 femmes, soit un taux de 51,81 % de femmes, légèrement supérieur au taux départemental (51,02 %).
Les pyramides des âges de la commune et du département s'établissent comme suit.
| Hommes | Classe d’âge | Femmes |
| ------ | ------------ | ------ |
| 0,5    | 90 ou +      | 1,2    |
| 5,7    | 75-89 ans    | 8,0    |
| 12,8   | 60-74 ans    | 14,3   |
| 19,8   | 45-59 ans    | 19,5   |
| 19,0   | 30-44 ans    | 19,6   |
| 18,5   | 15-29 ans    | 16,6   |
| 23,7   | 0-14 ans     | 20,8   |

| Hommes | Classe d’âge | Femmes |
| ------ | ------------ | ------ |
| 0,5    | 90 ou +      | 1,4    |
| 5,4    | 75-89 ans    | 7,2    |
| 12,9   | 60-74 ans    | 13,9   |
| 20     | 45-59 ans    | 19,4   |
| 19,9   | 30-44 ans    | 20,1   |
| 20     | 15-29 ans    | 18,2   |
| 21,3   | 0-14 ans     | 19,8   |

### Enseignement
Les élèves de Saint-Michel-sur-Orge sont rattachés à l'académie de Versailles. La commune dispose sur son territoire des écoles primaires et maternelles Jules Ferry, Pablo Picasso, du Parc de Lormoy, Jules Verne, René Descartes, Blaise Pascal et Alphonse de Lamartine. S'ajoutent les collèges Jean Moulin disposant d'une section d'enseignement général et professionnel adapté et Nicolas Boileau et le lycée polyvalent Léonard de Vinci. L'école maternelle Louise Michel a été détruite dans un incendie en 2003. Après reconstruction, le bâtiment abrite la maison de la petite enfance Joséphine Baker

### Santé
La commune dispose sur son territoire de l'établissement d'hébergement pour personnes âgées dépendantes de la résidence des Grouettes et de la maison de retraite Debussy. Les centres hospitaliers les plus proches sont ceux de Longjumeau, Arpajon, Évry et Juvisy-sur-Orge. Huit chirurgiens-dentistes exercent dans la commune. Un centre de la protection maternelle et infantile est implanté dans la commune, complété par un centre de planification familiale.

### Services publics
La commune dispose sur son territoire d'une agence postale principale à proximité de la gare et d'une dans le quartier de Bois des Roches.

### Culture
La ville de Saint-Michel-sur-Orge dispose de plusieurs infrastructures culturelles, parmi lesquelles, la bibliothèque municipale Marie Curie, la médiathèque, l'espace municipal de musique et d'arts Francis Poulenc, le centre culturel Baschet et l'espace intercommunal Marcel Carné qui abrite trois salles de cinéma classées « Art et Essai » ainsi qu'une salle de spectacle de cinq cent trente places.
En outre, quarante-cinq associations contribuent à l'animation culturelle et artistique de la ville.

### Sports
La ville de Saint-Michel-sur-Orge bénéficie de nombreux équipements sportifs dont le plus important est celui de la Vallée de l'Orge qui regroupe une piscine, un complexe sportif évolutif couvert, quatre terrains de football, quatre courts de tennis en plein air, deux courts de tennis couverts, une salle de tennis de table, une piste d'athlétisme et un plateau d'éducation physique. Répartis sur le territoire se trouvent aussi l'ensemble sportif René Rousseau près du collège Boileau, la salle des sports des Mares-Yvon près du lycée Léonard de Vinci, l'ensemble Descartes dans l'avenue Saint-Saëns, le gymnase Stéphane Pinson derrière l'école Lamartine et les terrains de sports de la Fontaine de l'Orme.
Saint Michel sur Orge, ville sports passion[Quoi ?].
Saison 2015-2016[réf. nécessaire] :
Hand-ball : 4 équipes en championnat de France. Nationale 1 féminine, nationale 3 masculine, -18 ans masculin et féminine.
Basket : Équipe en championnat de France nationale 3. 2 titres consécutifs en 2014 & 2015 en U20.
Tennis : Équipe en championnat de France nationale 2. Un champion au classement ATP (510e mondiale)
Karaté : de nombreux titres en championnat de l'Essonne, île de France et nationale. Un champion en Équipe de France avec de nombreux titres.
Foot à 7 sport adapté : champion de France N2.

### Lieux de culte

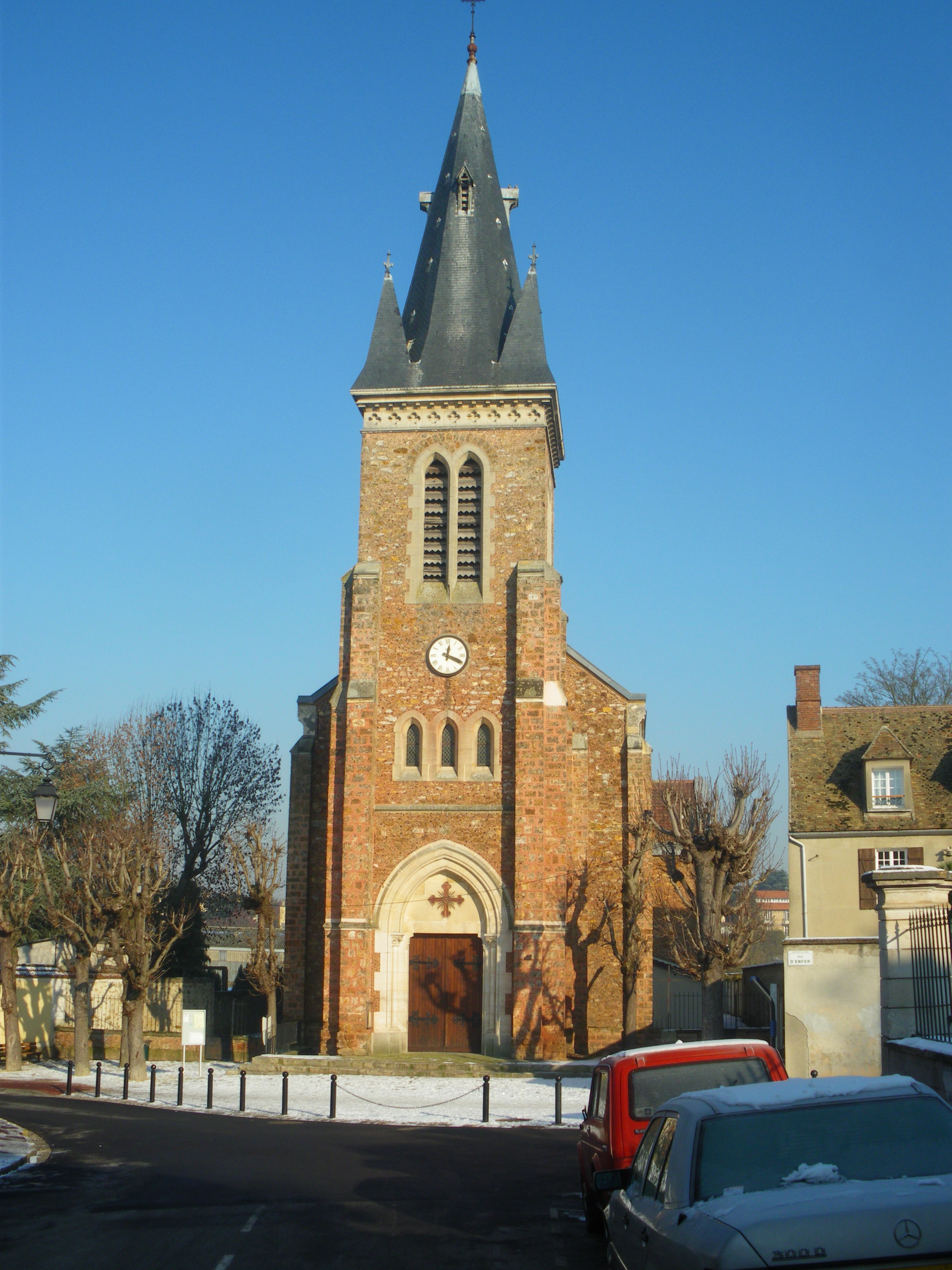
L'église Saint-Michel.

La paroisse catholique de Saint-Michel-sur-Orge est rattachée au Val d'Orge-Sainte-Geneviève-des-Bois et au diocèse d'Évry-Corbeil-Essonnes. Elle dispose de l'église Saint-Michel et de l'église Saint-Jean.

### Médias
L'hebdomadaire Le Républicain relate les informations locales. La commune est en outre dans le bassin d'émission des chaînes de télévision France 3 Paris Île-de-France Centre, IDF1 et Téléssonne intégré à Télif.

### Ville Internet
En 2000, la commune a reçu le label « Ville Internet @@ » puis le niveau trois @ au palmarès 2012.

## Économie

### Emplois, revenus et niveau de vie
En 2010, le revenu fiscal médian par ménage était de 34 972 €, ce qui plaçait Saint-Michel-sur-Orge au 6 589e rang parmi les 31 525 communes de plus de 39 ménages en métropole.
|                                                           | Agriculteurs | Artisans, commerçants, chefs d’entreprise | Cadres et professions intellectuelles supérieures | Professions intermédiaires | Employés                 | Ouvriers                  |
| --------------------------------------------------------- | ------------ | ----------------------------------------- | ------------------------------------------------- | -------------------------- | ------------------------ | ------------------------- |
| Saint-Michel-sur-Orge                                     | 0,1 %        | 5,3 %                                     | 17,5 %                                            | 27,9 %                     | 29,9 %                   | 19,3 %                    |
| Zone d’emploi d’Orly                                      | 0,1 %        | 4,6 %                                     | 15,2 %                                            | 27,8 %                     | 30,3 %                   | 22,1 %                    |
| Moyenne nationale                                         | 2,2 %        | 6,0 %                                     | 15,4 %                                            | 24,6 %                     | 28,7 %                   | 23,2 %                    |
| Répartition des emplois par secteurs d’activités en 2006. |              |                                           |                                                   |                            |                          |                           |
|                                                           | Agriculture  | Industrie                                 | Construction                                      | Commerce                   | Services aux entreprises | Services aux particuliers |
| Saint-Michel-sur-Orge                                     | 1,1 %        | 8,6 %                                     | 9,9 %                                             | 21,9 %                     | 13,6 %                   | 4,9 %                     |
| Zone d’emploi d’Orly                                      | 0,5 %        | 8,1 %                                     | 7,2 %                                             | 15,0 %                     | 14,3 %                   | 6,3 %                     |
| Moyenne nationale                                         | 3,5 %        | 15,2 %                                    | 6,4 %                                             | 13,3 %                     | 13,3 %                   | 7,6 %                     |
| Sources : Insee,                                          |              |                                           |                                                   |                            |                          |                           |

## Culture locale et patrimoine

### Patrimoine environnemental
Saint-Michel-sur-Orge dispose sur son territoire de plusieurs espaces verts : le Parc de Lormoy, le Bois des Roches, la butte du Mont Pipau et le Parc Jean Vilar.
Le Parc de Lormoy, qui s'étire sur le bord ouest de la ville, fait partie de la Promenade de l'Orge, aménagée et entretenue par le SIVOA (Syndicat mixte de Vallée de l'Orge Aval) sur cette portion de la rivière. De nombreux chemins et passerelles sur l'Orge et la Boëlle (bras de rivière parallèle à l'Orge)  permettent des promenades variées autour de trois étangs bordés d'arbres et dominés par la Basilique de Longpont et le château de Lormoy. Cet espace, préservé de l'urbanisme, accueille une grande variété d'oiseaux tels que le héron cendré, le cygne, le canard col vert, la poule d'eau, la mouette rieuse. Les pistes, interdites aux voitures, qui longent les cours d'eau permettent aux randonneurs d'accéder, côté nord, au Parc naturel du Perray (commune de Sainte-Geneviève-des-Bois) et, côté sud, aux étangs de Brétigny. Les plus courageux peuvent poursuivre leur excursion jusqu'au Pont des Belles Fontaines (Juvisy) ou jusqu'aux abords d'Arpajon.
À l'est, le Bois des Roches, aux chênes centenaires, et la butte du Mont Pipau, terrain boisé classé, sont les survivants fragiles de la vaste forêt de Séquigny qui recouvrait naguère une partie de la région.
À proximité de l'hôtel de ville, le Parc Jean Vilar est aménagé pour accueillir activités de loisirs et festivités.

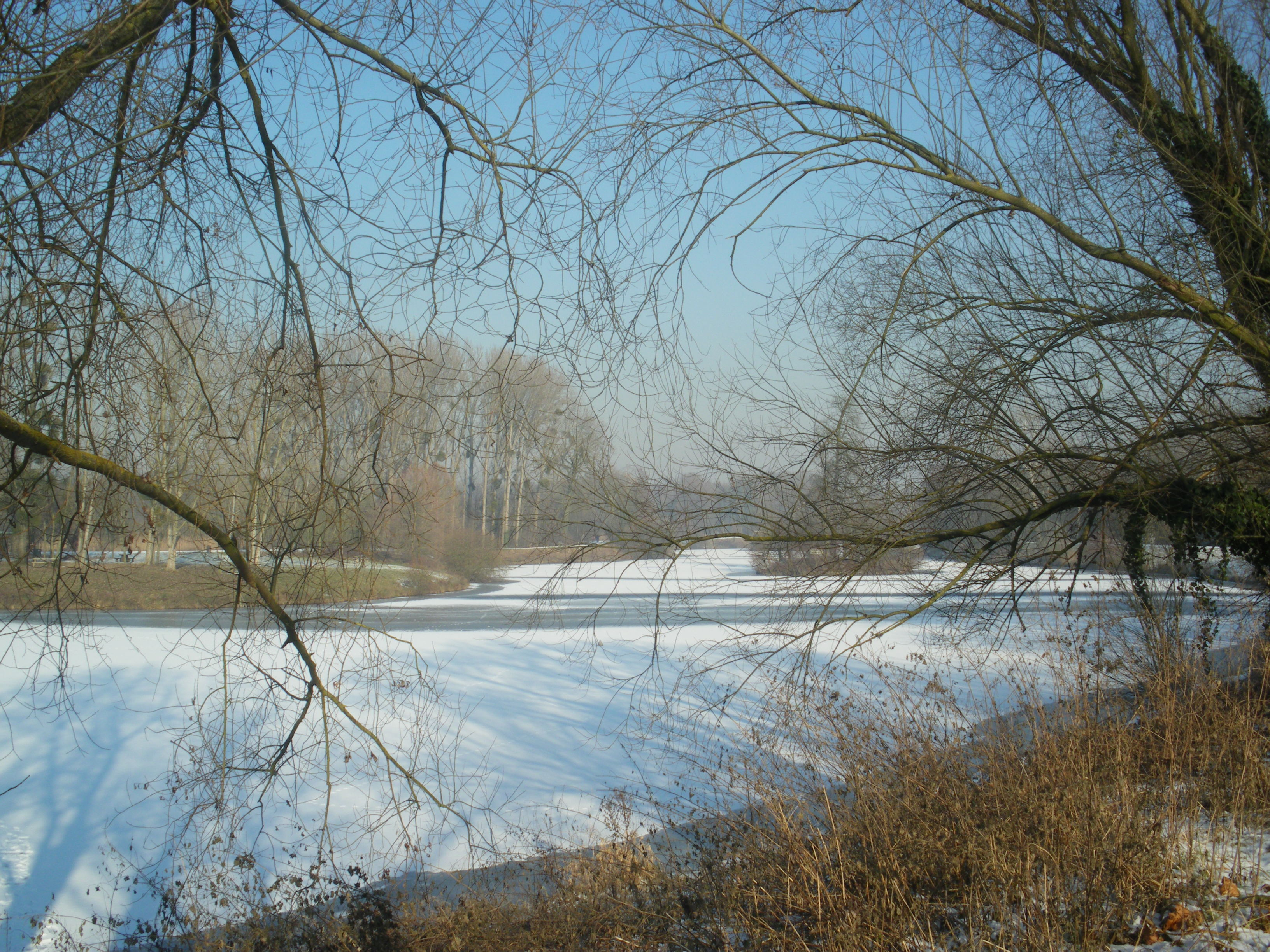
Le parc de Lormoy.
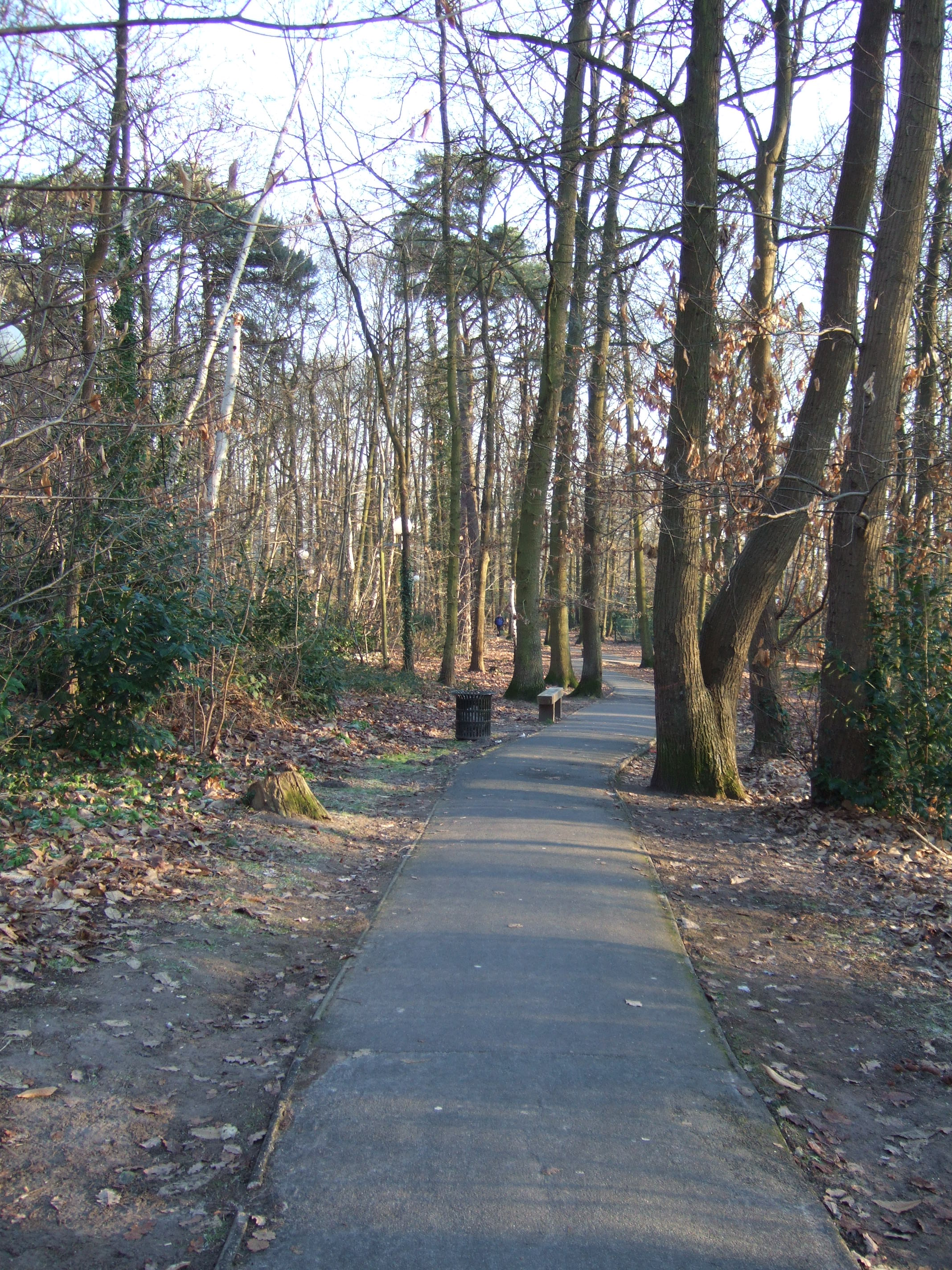
Une allée du Bois des Roches.

La commune de Saint-Michel-sur-Orge a été récompensée par une fleur au concours des villes et villages fleuris et une seconde au palmarès 2011. Les bois et les champs à l'ouest du territoire ont été recensés au titre des espaces naturels sensibles par le conseil général de l'Essonne.

### Patrimoine architectural
Les vingt pavillons de l'ancien village-expo construits en 1966 par Louis Arretche et Martin Van Treck bénéficient du Label « Patrimoine du XXe siècle », le hall ayant été conçu par Jean Prouvé.
- Espace Marcel Carné : lieu culturel doté d'une salle de spectacle de plus de 500 places et de trois salles de cinéma classés « Art et Essai ».
- Les colonnes de la paix
- Le Bois des Roches
- La fontaine de l'Orme
- Le liers
- La garenne
- Les acacias
- collège Boileau

### Personnalités liées à la commune
Différents personnages publics sont nés, décédés ou ont vécu à Saint-Michel-sur-Orge :
- Henri Lebon (1911-1976), flûtiste y est mort.
- Clément Guillon (1932-2010 ), évêque y exerça.
- Michel de Rostolan (1946- ), homme politique y vécut.
- Jean-Maurice Mourat (1946- ), guitariste y exerça.
- Yves-Marie Pasquet (1947- ), compositeur y exerça.
- Jacques Mourioux (1948- ), coureur cycliste y est né.
- Hervé Poncharal (1957- ) pilote moto, team manager, président de l´IRTA y est né.
- Jean-Philippe Bec (1968- ), compositeur y exerça.
- Steve Gohouri (1981- 2015), footballeur y vécut.
- Bernard Baschet (1917- 2015), facteur d'instruments de musique, y avait son atelier.
- Arthur Fils (2004- ), tennisman y joua et y vécut

### Héraldique et logotype

Logo.

| Blason de Saint-Michel-sur-Orge | Blason  | D’azur à la bande d’or chargée de trois colombes au naturel. |
| Blason de Saint-Michel-sur-Orge | Détails | Le blason appartient aux seigneurs de Launay et de St-Michel d’après une description retrouvée dans des documents d’archives. Le logotype a été réalisé par Stéphane Tellier, Saint-Michellois, après une large consultation de la population. Les couleurs vertes et bleues symbolisent les espaces verts et l’eau. Il veut traduire la cohabitation modernité-tradition, symboliser l’intégration réussie de l’urbanisation et le respect de l’environnement. En 2009, le graphisme du logotype a été modernisé. |